# Christian Philipp Müller
Pour les articles homonymes, voir Christian Müller et Müller.
Christian Philipp Müller, né le 2 novembre 1957 à Bienne (Suisse), est un artiste et photographe suisse.

## Biographie
En 1997, Christian Philipp Müller est invité à participer à la documenta X à Cassel où il présente A Balancing Act (1997), dont l'idée de départ est 7000 Oaks de Joseph Beuys et Vertical Earth Kilometer de Walter De Maria, présentés dans des manifestations documenta précédentes (la 7 et la 6 respectivement). Abordant l'idée de trouver un « équilibre » entre le social et le formel dans l'art, le travail de Müller consistait en une performance de corde raide où il arpentait la distance entre les œuvres de Joseph Beuys et de Walter De Maria habillé comme l'était Philippe Petit, le fameux funambule du World Trade Center, portant un mât d'équilibrage de six mètres de long, composé pour moitié de chêne et de laiton, en référence aux deux artistes de référence.